# Bildstein (Austria)
Bildstein – gmina w Austrii, w kraju związkowym Vorarlberg, w powiecie Bregencja. Według Austriackiego Urzędu Statystycznego liczyła 724 mieszkańców (1 stycznia 2015).